# Dominique Dunne
Pour les articles homonymes, voir Dunne.
 (octobre 2017).
Si vous disposez d'ouvrages ou d'articles de référence ou si vous connaissez des sites web de qualité traitant du thème abordé ici, merci de compléter l'article en donnant les références utiles à sa vérifiabilité et en les liant à la section « Notes et références ».
Dominique Ellen Dunne est une actrice américaine, née le 23 novembre 1959 à Santa Monica et morte assassinée 4 novembre 1982 à Los Angeles (Californie).
Dominique Dunne a tourné pour le cinéma, dans des téléfilms et des séries télévisées. Son rôle le plus célèbre est celui de Dana, dans le film Poltergeist (1982).
Elle est issue de l'union d'Ellen Griffin, héritière d'un ranch, avec Dominick Dunne, producteur de télévision devenu journaliste et romancier. Elle est également la sœur de l'acteur et réalisateur Griffin Dunne et la nièce du couple de romanciers John Gregory Dunne et Joan Didion.
C'est après avoir étudié l'art en Italie et travaillé pendant une courte période comme réceptionniste et traductrice pour l'Italian Trade Commission de Los Angeles qu'elle se tourne vers le cinéma. Elle obtient son premier rôle en 1979 dans Diary of a Teenage Hitchhiker, avec Charlene Tilton. Elle tient ensuite des petits rôles dans des télé-séries populaires des années 1980, telles que Fame, ou Pour l'amour du risque. Elle décroche finalement son premier grand rôle en 1981 dans Poltergeist, une production de Steven Spielberg, réalisée par Tobe Hooper.

## Décès
À l'automne 1981, après avoir terminé ce film, elle rencontre John Thomas Sweeney, chef cuisinier de Los Angeles, qui travaille au célèbre restaurant Ma Maison. Après une relation courte et orageuse, Sweeney l'agresse à son domicile et essaye de l'étrangler une première fois le 26 septembre 1982. Dominique Dunne rompt alors avec lui. Il l'agresse une nouvelle fois le 30 octobre de la même année, chez elle, au cours d'une violente discussion, et l'étrangle. La police locale, alertée par David Packer (en) avec qui Dominique Dunne répétait un rôle, n'intervient pas en disant que le domicile de l'actrice « n'est pas dans sa juridiction ». Elle meurt au centre médical Cedars-Sinaï de Los Angeles quelques jours plus tard, sans avoir repris connaissance, alors qu'elle allait fêter ses 23 ans.
Elle avait tenu son dernier rôle à la télévision dans un épisode des Capitaine Furillo, diffusé après son décès et qui lui a été dédié. Elle y interprétait une adolescente également victime de maltraitance. Certaines de ses marques de contusion n'étaient pas fictives mais l'œuvre de Sweeney. Son compagnon a été jugé pour homicide involontaire et condamné à 6 ans et demi de prison. Dominique Dunne avait été choisie pour interpréter le rôle de Robin Maxwell dans la série V (1983). Kenneth Johnson a dû réécrire en partie son scénario pour l'adapter à la nouvelle actrice, Blair Tefkin. La mini-série originale est dédiée à Dominique Dunne.

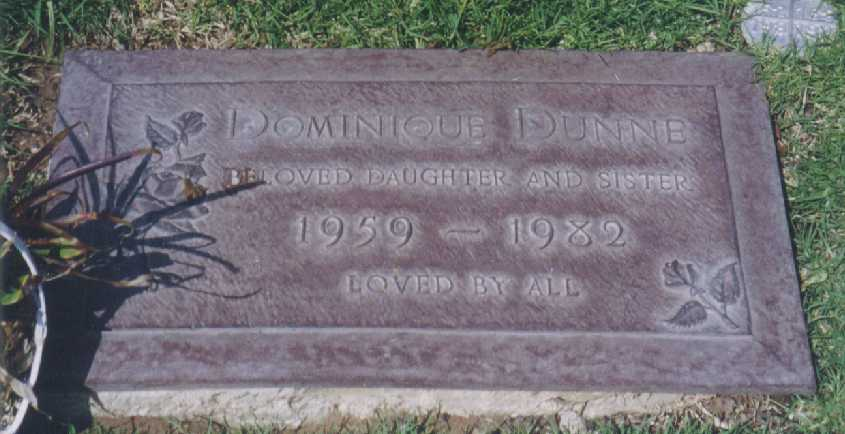
Plaque sur la tombe de Dominique Dunne.

Sa tombe, au Westwood Village Memorial Park Cemetery, se situe à quelques pas de celle de Heather O'Rourke, sa partenaire dans le film Poltergeist, morte en 1988 de complications d'une sténose intestinale congénitale mal diagnostiquée, à l'âge de 12 ans (quelques semaines avant la mort également tragique de l'actrice Judith Barsi faisant de l'année 1988 une année particulièrement sombre pour le cinéma américain).

## Filmographie

### Cinéma
- 1982 : Poltergeist : Dana Freeling

### Télévision

#### Séries télévisées
- 1979 - 1980 : Lou Grant : La deuxième fille / Teri Wilk
- 1980 - 1981 : Breaking Away (en) : Paulina Bornstein
- 1981 : CBS Children's Mystery Theatre : Polly Ames
- 1982 : The Quest : Une italienne
- 1982 : Pour l'amour du risque (Hart to Hart) : Christy Ferrin
- 1982 : Fame : Tracy (1 épisode)
- 1982 : Chips : Amy Kent
- 1982 : Capitaine Furillo (Hill Street Blues) : La mère du bébé abandonné

#### Téléfilms
- 1979 : Diary of a Teenage Hitchhiker : Cathy Robinson
- 1980 : Valentine Magic on Love Island : Cheryl
- 1981 : The Day the Loving Stopped : Judy Danner
- 1982 : Les cavaliers de l'ombre (The Shadow Riders) : Sissy Traven

## Culture populaire
- La série antologique "Monstres : l'histoire de Lyle et Erik Menendez" évoque le meurtre de Dominique Dunne. Son père Dominick Dunne apparait comme personnage secondaire suivant l'affaire Menendez, ce qui lui rappelle le meurtre de sa fille.